# لا رومانا، آلیکانته
لا رومانا (به اسپانیایی: La Romana) دهستانی در استان آلیکانتهٔ اسپانیا است.
در این دهستان ۲٬۵۷۶ نفر زندگی می‌کنند. مساحت این دهستان ۴۳٫۱۷  کیلومتر مربع است.